# WWMI
WWMI (1380 AM) é uma estação de rádio que transmite um formato de conversa católica, como afiliada da Relevant Radio. Licenciada para St. Petersburg, Flórida, Estados Unidos, a estação atende a área da baía de Tampa. A estação é de propriedade da Relevant Radio, Inc.